# Salavat Julajev Ufa
Salavat Julajev Ufa (ryska: Хоккейный клуб Салават Юлаев Уфа) är en ishockeyklubb i Ufa, Basjkirien, Ryssland, som spelar i Kontinental Hockey League sedan starten av ligan säsongen 2008/2009. Klubben bildades 1957 som Trud Ufa och dess hemmaarena är sedan 2007 Ufa Arena.

## Historia
Klubben är uppkallad efter den basjkiriska frihetskämpen och nationalhjälten Salavat Julajev. Mellan åren 1957 och 1959 hette laget Trud Ufa och 1959–1962 Gastello Ufa. Lagets första internationella match spelades i Ufa 1961, mot Bismuth från Östtyskland. 1992 kvalificerade sig Salavat Julajev Ufa till den ryska högstadivisionen efter att ha vunnit Vissjaja Liga.
Laget skrällde och vann finalen över Lokomotiv Jaroslavl 2007/2008 i den ryska Superligan. Efter att ha anställt Vjatjeslav Bykov som huvudtränare inför säsongen 2010/2011 vann laget Gagarin Cup efter seger med 4–1 i matcher mot Atlant Mytisjtji. I 2010/2011 års uppställning av Salavat Julajev fanns svenskarna Robert Nilsson och målvakten Erik Ersberg.
Inför säsongen 2018/2019 tecknade klubben kontrakt med den svenska målvaktstränaren Fredrik Mikko (tidigare Brynäs IF, Färjestad BK, Linköping HC och Traktor Tjeljabinsk). Sedan säsongen 2015/2016 finns den svenske forwarden Linus Omark i laget.

## Mästerskapstitlar
Ryska mästare: (1): 2008

 Gagarin Cup: (2): 2011

 Kontinental Cup: (2): 2009, 2010